# Vahid Abasov
Vahid Abasov (en ruso y en serbio: Вахид Аббасов; Samara, Rusia, 6 de junio de 1997) es un deportista serbio que compite en boxeo.
En los Juegos Europeos de Cracovia 2023 consiguió una medalla de plata en la categoría de 71 kg. Ganó dos medallas en el Campeonato Europeo de Boxeo Aficionado, en los años 2022 y 2024.

## Palmarés internacional
| Juegos Europeos    | Juegos Europeos     | Juegos Europeos   | Juegos Europeos |
| Año                | Lugar               | Medalla           | Categoría       |
| ------------------ | ------------------- | ----------------- | --------------- |
| 2023               | Nowy Targ (Polonia) | Medalla de plata  | 71 kg           |
| Campeonato Europeo |                     |                   |                 |
| Año                | Lugar               | Medalla           | Categoría       |
| 2022               | Ereván (Armenia)    | Medalla de oro    | 67 kg           |
| 2024               | Belgrado (Serbia)   | Medalla de bronce | 67 kg           |